# Antonio Giannoccaro
Antonio Danilo Giannoccaro (Lecce, 18 agosto 1971) è un ex arbitro di calcio italiano.

## Carriera
Ex calciatore in una squadra locale di Veglie (LE), paese di cui è originario, nel 1990 si iscrive al corso per arbitri della sezione AIA della vicina Lecce, e dopo soli quattro anni, nel 1994, approda già in Interregionale.
Qui trascorre cinque anni, e nel 1999 viene promosso in Serie C (l'attuale Lega Pro), risultando miglior arbitro dell'anno. Nella stagione sportiva 1999-2000 viene premiato come miglior arbitro esordiente in Serie C2, ricevendo il premio Nardini.
In CAN C mette assieme un consuntivo di 54 partite dirette in Serie C1, a cui si deve aggiungere la semifinale play-off di Serie C2 del 2002 tra Sambenedettese e Brescello. Il 2003 è l'anno della successiva promozione. Dirige infatti nel giugno dapprima una semifinale di ritorno play-off  tra Pescara e Sambenedettese, e poi la finalissima di ritorno per l'accesso in B, tra AlbinoLeffe e Pisa, a Bergamo. Ne consegue la promozione in CAN A-B, risultando il miglior arbitro dell'anno.
Fa il suo esordio in Serie A già al primo anno, alla fine della stagione, dirigendo un Milan-Brescia allo stadio Meazza, datato 16 maggio 2004 e terminato 4-2, in quella che fu la partita di addio al calcio di Roberto Baggio.
Il 3 luglio 2010, con la scissione della CAN A-B in CAN A e CAN B, viene inserito nell'organico della CAN A.
Nella stagione 2012-2013 è al suo decimo anno di permanenza nella CAN A-B, ultimo possibile per i non internazionali.
Alla fine della stagione sportiva 2012-2013 vanta 101 gare in Serie A. Il 19 maggio 2013 dirige l'ultima partita della carriera, Cagliari-Lazio.
Il 2 luglio 2013 termina la propria carriera arbitrale sul campo e due giorni dopo gli viene conferito l'incarico di commissario della Commissione Arbitri Interregionale.
Il 3 luglio 2015 viene nominato "designatore" della C.A.N. PRO, rimpiazzando il dimissionario Roberto Rosetti. Viene riconfermato per entrambe le due stagioni successive, 2016-2017 e 2017-2018.
Il 6 luglio 2019, dopo 4 anni trascorsi da responsabile della C.A.N. PRO (massimo possibile), viene nominato componente della CAN A.
Il 10 novembre 2021, viene nominato come nuovo coordinatore delle relazioni fra la C.A.N. e le società di Serie A e Serie B dal presidente della FIGC, Gabriele Gravina, succedendo al precedente commissario Gianluca Rocchi.